# Saint-Gilles-du-Mené
Saint-Gilles-du-Mené är en kommun i departementet Côtes-d'Armor i regionen Bretagne i nordvästra Frankrike. Kommunen ligger i kantonen Collinée som tillhör arrondissementet Dinan. År 2018 hade Saint-Gilles-du-Mené 448 invånare.

## Befolkningsutveckling
Antalet invånare i kommunen Saint-Gilles-du-Mené
Referens:INSEE